# Rebeldía
La rebeldía es un tipo de comportamiento humano, caracterizado por el desorden de vida, la desobediencia de una orden o el incumplimiento de una obligación (excepto cuando no sea justa la causa). Por lo cual, la rebeldía puede ser positiva o negativa dependiendo del propósito. 

## En derecho
Rebeldía, en el contexto judicial, es el "estado procesal de quien, siendo parte en un juicio, no acude al llamamiento que formalmente le hace el juez o deja incumplidas las normas del mismo."  Según el DRAE es sinónimo de contumacia ("falta de comparecencia en un juicio"). El contumaz es "declarado en rebeldía".

## En medicina
Ha generado controversia tipificar como enfermedad algunas conductas o características de la personalidad como la "rebeldía del adolescente", considerándola «trastorno de conducta oposicionista y desafiante», BTR clasificado en el DSM-IV. El metilfenidato (nombre comercial: Ritalin) se receta como tratamiento. Aunque algunos han malinterpretado el DSM-IV asegurando que declara como trastorno el incumplimiento terapéutico, en dicho manual únicamente se incluye en un anexo final, dentro de los «Problemas adicionales que pueden ser objeto de atención clínica».
La única acepción de "rebelde" en contexto patológico recogida por el DRAE, identifica una enfermedad rebelde como la "resistente a los remedios".